# Giovanni Semeria
Giovanni Semeria (Coldirodi, 26 septembre 1867 - Sparanise, 15 mars 1931) était un orateur et un écrivain italien, l'un des hommes publics les plus importants du catholicisme italien de la première moitié du 20e siècle, fondateur de l'Orchestre Genovese en 1912.

## Biographie et pensée
Giovanni Semeria est né dans la ville de Colla, qui deviendra plus tard un hameau (frazione) de Sanremo à flanc de colline, sous le nom de Coldirodi. Son nom de famille étant très courant à Colla, sa famille, suivant une tradition locale, se distinguait des autres du village par un surnom spécifique : on l'appelait en effet "Semeria buon Gesù" (Semeria bon Jésus).
Le père de Giovanni, également Giovanni, soldat dans l'armée italienne, est mort quelques mois avant la naissance de son fils à Brescia. Engagé dans la campagne de 1866, il contracta le choléra en aidant son frère tombé malade lors de l'épidémie qui frappa la région du bas Brescia. Avant de mourir, il a fait promettre à sa femme, Carolina, de donner naissance à leur fils dans sa ville natale. Ce que la femme a fait ponctuellement.
Son statut d'orphelin le conditionnera pour le reste de sa vie, qu'il consacrera précisément à aider ce groupe souvent oublié.
À l'âge de 15 ans, il entre au noviciat des Barnabites de Carrobiolo à Monza ; il reçoit l'habit religieux le 8 octobre 1882 et prononce ses premiers vœux le 22 octobre 1883. 
Il est ensuite ordonné prêtre le 5 avril 1890, à moins de vingt-trois ans. Dès lors, ses engagements prioritaires comprennent la question des relations entre l'État et l'Église, le désaccord entre la science et la foi, le renouvellement de la pensée chrétienne et la cause des pauvres dans les zones défavorisées du sud de l'Italie dévastées par la Première Guerre mondiale.
Représentant de la jeune pensée chrétienne, il triomphe sur les chaires des basiliques de Rome - notamment celle de San Lorenzo in Damaso alla Cancelleria (1897) - et les foules se pressent, envahissant l'abside et les marches du maître-autel dans l'espoir d'écouter celui qui est en train de devenir l'un des orateurs sacrés les plus populaires et les plus recherchés de la capitale. Sa coutume est d'ouvrir, dans ses discours, à l'espérance et à un renouveau qui ne trouve pas quelques obstacles dans l'Église de l'époque, mais qui deviendra plus tard un point de référence pour de nombreux jeunes et intellectuels à la fin du XIXe siècle.

### Étude et recherche théologique
Avec son engagement de savant et d'orateur, il a exhorté le clergé, les intellectuels et les théologiens à concilier avec la morale - et la pensée chrétienne - le fruit des nouvelles sciences, des découvertes les plus récentes - surtout dans le domaine de la critique historique - afin que la pratique de la religion et l'honnêteté intellectuelle du savant puissent aller de pair avec la connaissance scientifique, en vue de parvenir à une interprétation de la réalité chrétienne et intégrale.
De son point de vue, l'Église réelle doit s'opposer à l'Église idéale, immuable, en ce sens qu'il faut proposer un christianisme vivant qui regarde les hommes, leurs problèmes, et ne s'arrête pas à des systèmes d'idées abstraits. Le thomisme lui-même doit être relu, pour le Barnabite, à la lumière d'une " méthode psychologique ", d'une " méthode historique ", afin de replacer sa pensée dans l'époque et les conditions historiques qui l'ont engendrée. Semeria est donc convaincue que l'acceptation de ce point de vue représenterait, pour l'Église, un acte de courage et en même temps un grand acte de Charité qui apporterait des avantages à la communauté chrétienne, assoiffée de Vérité : en effet, le climat idéologique extrêmement lourd de l'Italie post-unification verrait un message chrétien comme " ferment de liberté et de progrès... ferment de fraternité, d'unité et de paix ".
"Il n'y a pas de désaccord entre l'Église et la science", affirme-t-il (1898), "il peut tout au plus y avoir un malentendu". Il s'ensuit, selon lui, que l'Église n'a rien à craindre et beaucoup à gagner de la confirmation d'un esprit véritablement scientifique et moderne..
Il faudra cependant attendre 1965, avec le Gaudium et Spes, pour que cette idéologie se concrétise : Ce n'est qu'à cette occasion, en effet, que l'Église invitera officiellement à la collaboration entre les séminaires et les universités en matière d'études théologiques ; et, plus important encore, qu'elle admettra qu'"une telle collaboration - plutôt que d'ébranler la foi du clergé et des laïcs - profitera grandement à la formation des ministres sacrés", qui pourront ainsi présenter la doctrine de l'Église à leurs contemporains d'une manière plus organique et cohérente, plus adaptée aux besoins de leurs auditeurs.
Semeria recommande donc l'étude aussi bien au clergé qu'aux esprits libres qui sentent "le devoir d'approfondir leur connaissance des penseurs modernes" pour découvrir en eux cette étincelle de vérité qui brille en eux, afin d'être les artisans d'un authentique réveil de la pensée chrétienne sans rien enlever, pour cela, aux besoins réels et profonds de la doctrine. En effet, il est conscient qu'un niveau insuffisant de préparation du clergé, constamment dénoncé tant par le camp catholique (Romolo Murri, Salvatore Minocchi) que par le camp laïc (Giuseppe Prezzolini), pourrait entraîner un manque de confiance important dans l'Église et une crise de l'activité pastorale, ainsi qu'une cristallisation du mouvement social et intellectuel des catholiques, qui finirait progressivement par perdre toutes ses meilleures énergies.
Sa devise est "Saint Thomas, il ne suffit pas de le répéter, il faut l'imiter, sa doctrine ne doit pas être une limite mais un ferment, pas un point sur lequel on doit reculer, mais à partir duquel on doit avancer".

### Culture religieuse pour les laïcs

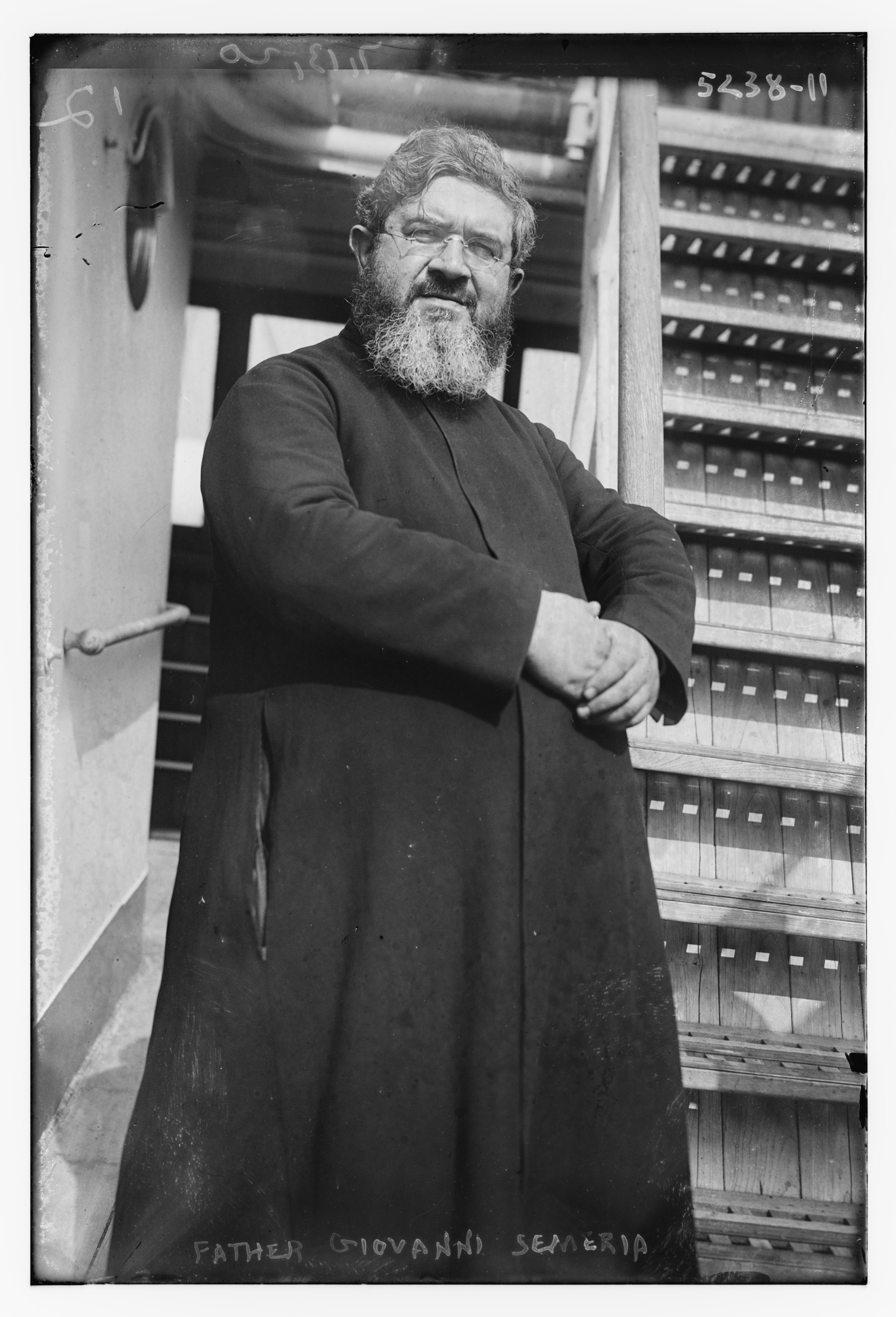
Père John Semeria.

En attendant que le clergé prenne conscience des grands bouleversements historiques et culturels qui conduisent à une méfiance générale, à l'irréligiosité et au rationalisme, Semeria pense à travailler à la construction, à partir de la base, d'une culture religieuse pour les laïcs, en créant une École supérieure de religion à Gênes en novembre 1897. Ainsi, en plus de fournir une connaissance large et approfondie des Écritures, des textes essentiels du Magistère, il a voulu donner aux chrétiens la possibilité d'explorer les études historiques, littéraires et philosophiques contemporaines, d'Antonio Fogazzaro à Friedrich von Hügel, de Giulio Salvadori à Maurice Blondel. L'objectif de l'École est donc de démontrer que "le Christ est toujours sur tous les grands chemins du progrès humain - l'ami de toute vérité scientifique, de toute beauté esthétique, de toute liberté honnête, de toute revendication sociale juste".
Cependant, à côté de l'enthousiasme général (Revue Biblique 1904, Gentile), les critiques, souvent acerbes, ne manquent pas du côté de La Civiltà Cattolica qui, dans une note du P. Rosa, tout en confirmant la faveur à l'initiative décrétée par le Pape Pie X avec l'encyclique De sacra doctrina traenda de 1905, se plaint d'un usage impropre et trompeur des Ecoles par "les prêtres ...". religieux, conférenciers (qui) ... transformer l'école de la religion et l'apologétique du christianisme presque en une apologie ou une apothéose de philosophes et de romanciers ... ou pire conduire à l'école du Saint". Il faisait évidemment allusion au Barnabite, qui avait donné trois "lectures" à Gênes sur le roman d'Antonio Fogazzaro mis à l'Index (catalogue des livres interdits) en 1906.
La même année, cependant, en 1906, paraît, avec une préface d'Antonio Fogazzaro, Anima de Don Tommaso Nediani, qui était un grand admirateur de Giovanni Semeria, au point de préfigurer sa figure dans le livre, dans le personnage du Père Forti.

### La charité du sacrifice et de la constance
L'application de la méthode historique à l'Évangile est considérée par la revue jésuite comme simplement " naïve " (1905), et les analyses du dogme comme dangereuses et " rationalistes " (1906). Cela suscite des doutes sur son œuvre, car ses analyses critiques de la Trinité et de l'Incarnation, ainsi que de la primauté de l'évêque de Rome, sont perçues comme une tentative dangereuse de "refutare scholasticam definitionem veritatis" en faveur d'une vérité qui tente maladroitement de mélanger Darwin et Platon, Herbert Spencer et Saint Augustin.
Bientôt une tempête l'envahit et, alors qu'il écrivait "J'ai conscience d'avoir prêché Jésus-Christ, tel que saint Paul l'a enseigné et prescrit aux prédicateurs de tous les temps", certains (Civiltà Cattolica, Fracassini, Poulat) en vinrent à le considérer comme le chef de file de ce courant moderniste qui serait considéré par Pie X, dans sa tentative d'"instaurare omnia in Christo" (mettre tout le monde au Christ), non seulement comme une simple hérésie mais comme "le compendium et le poison de toutes les hérésies" ; un courant tendant - à saper les fondements (eux-mêmes) de la foi et à anéantir le christianisme" ("Pius X Acta" 1951).
L'exil à Bruxelles, qui débute le 29 septembre 1912, et la vie dans les tranchées - pendant la Première Guerre mondiale - mettent le Barnabite à rude épreuve : il tombe dans une crise dépressive qui mine sérieusement sa santé. Néanmoins, il se consacre d'abord en Suisse, dans le canton du Tessin, au soutien des travailleurs italiens ; plus tard, il sert d'aumônier militaire au commandement suprême du général Luigi Cadorna.

### Charité et éducation morale
L'objectif premier de son engagement caritatif était, pour Semeria, d'éduquer à la générosité et à la culture par la responsabilité et le sacrifice.
Une éducation sincèrement chrétienne ne peut être, pour lui, qu'une " éducation de la volonté ", comme volonté de servir, volonté d'agir. Et le Gaudium et Spes confirmera la cohérence de la perspective ecclésiale lorsqu'elle réitérera, en 1965, qu'en négligeant ses engagements de charité envers le prochain, envers l'État, envers les pauvres, les malades, les nécessiteux, le chrétien ne néglige pas seulement ses devoirs envers ses frères et sœurs, mais aussi ses devoirs envers Dieu lui-même, compromettant ainsi son propre salut éternel.
Il ne reste donc plus à chaque chrétien qu'à prendre conscience de ses propres responsabilités - celles qui l'obligent à être un témoin et en même temps un instrument de la mission de l'Église elle-même selon la mesure de son propre charisme - à collaborer à la réalisation du plan divin sans trop attendre de la hiérarchie, sans attendre du clergé autre chose que la lumière et la force spirituelle.
L'école elle-même, pour lui, fuyant toute tentation d'hypertrophie intellectuelle, doit rejeter tout risque éventuel d'anémie morale car, dans une condition où tout le monde parle de morale en courant après les honneurs, les richesses et les plaisirs, ainsi qu'en portant atteinte aux droits de l'âme, même les critères les plus élémentaires de justice et d'honnêteté sont usés.
"Combien de marionnettes dans le monde moral, mes amis !" dit-il à Gênes dans ses sermons dans l'église des Vignes (1906), mais seulement pour ensuite diriger l'attention de l'auditoire vers l'engagement, vers l'action. "Une cure morale, ô messieurs, est urgente pour nous - urgente par rebond pour cette société dont les maux sont tous profondément liés à une infirmité morale."

### La charité et la philosophie de l'action
Face aux paillettes des nouvelles idéologies qui représentent l'avant-garde du matérialisme irréligieux et de l'hédonisme esthétique, le moment était venu, pour Semeria, de faire un effort de concrétude, de "générer de la lumière, non de la phosphorescence, d'éveiller dans le sillage des mots, des ferments de discussion salutaire" (De Marsico 1968) ; de devenir des promoteurs d'œuvres de charité, afin que "plus que par l'éloquence des mots, on soutienne ses idéaux par l'éloquence tacite et irrésistible des actes". " (L'Église missionnaire, 1867).
Le temps est venu de remplacer la philosophie des idées, et immédiatement, par la philosophie de l'action, la philosophie de la vie. Et si, plus tard, le décret sur "L'apostolat des laïcs" (1965) rappelle que "du fait d'avoir reçu des charismes, même les plus simples, naît pour chaque croyant le droit et le devoir de les exercer pour le bien de l'humanité et pour l'édification de l'Eglise", il réaffirme que la responsabilité première de tout chrétien, et des religieux en particulier, est de s'engager à "travailler avec la plus stricte recherche de la vérité" mais dans la détermination de "mettre la science au service du bien".
Sa conviction est, en effet, que "l'on peut croire ceux qui parlent, mais il est difficile de ne pas croire ceux qui travaillent dur ; il est impossible de ne pas croire ceux qui, pour une cause, souffrent héroïquement".
"On peut simuler la parole, plus difficilement le travail, impossible de simuler la souffrance" (Les Béatitudes de l'Évangile 1937). Ce n'est donc pas un hasard si de nombreux intellectuels de l'aire catholique de ses contemporains se réfèrent au religieux Barnabite comme " l'incarnation de la jeune pensée chrétienne " (A. Giocomelli 1932).

### Charité et action politique
L'engagement culturel, moral, politique et social devient alors, pour le Barnabite, les pierres angulaires sur lesquelles concevoir tout processus sérieux de renouvellement, basé sur un souci sincère de promouvoir les valeurs chrétiennes dans la communauté à travers la famille, la vie économique et la participation politique. Tout cela malgré le fait qu'il ne s'agit pas d'un engagement qui aspire exclusivement à la création d'une force chrétienne destinée à entrer, directement, dans l'arène politique, mais plutôt d'un engagement plus profond qui considère le renouvellement culturel comme une condition nécessaire à une action politique et sociale incisive et moderne de la part des catholiques.
Il fait néanmoins partie des fondateurs de la Démocratie chrétienne (Democrazia Cristiana) mais ne manque pas, à plusieurs reprises, de s'exclamer : " Je n'ai pas beaucoup de foi dans les partis : j'espère beaucoup d'une large infusion, d'un réveil sincère, de l'esprit chrétien en tous et en chacun " (Le tre coscienze 1901).
En fait, il ressent un besoin fondamentalement "apolitique", "super partes", d'une action chrétienne sincère, qui vise à réformer la culture de l'intérieur, plutôt que de gaspiller une énergie utile dans la tentative de concevoir des réformes extérieures futiles et dangereuses. C'est pourquoi il a également collaboré, avec le père Agostino Gemelli, à la fondation de l'université catholique du Sacré-Cœur, en suivant dès le début son destin difficile et incertain.
Il ne faut pas oublier que l'Église était engagée, dans ces années-là, dans une lutte politique et idéologique serrée avec un État italien laïc et libéral, avec le socialisme en expansion, avec une course toujours plus grande au plaisir et au profit ; cela l'a amenée à durcir sa position théologique et morale, avec pour effet de susciter une résistance non négligeable de la part des laïcs qui voyaient, dans la confrontation intellectuelle critique avec la nouvelle culture, une nouvelle occasion d'apostolat, de charité chrétienne sincère. Ce honteux "Non expedit", rappellera plus tard le père Giovanni Minozzi, "(était) une chaîne très lourde aux pieds des catholiques italiens" (Ricordando 1984) - et, surtout pour les séminaristes, pour le clergé, "la vie moderne était, devait être toute maudite". On ne devait regarder ni les livres ni les gens, (c'est) excommunié l'univers.... Parmi les catholiques, les libéraux et les socialistes, il y avait une course effrénée pour se faire mal, pour se frapper, avec pour résultat qu'ils se sont retrouvés dans une réalité politique de bagarre, de factionnalisme, de l'ordre le plus bas, dans une condition de véritable "folie collective".

### La dignité des femmes
Aux femmes, alors - avec ce "Sortez, sortez" - .... des murs de la maison" (1915), "comme le prêtre dans la sacristie", anticipe l'invitation à la responsabilité qui est le motif dominant du "Centesimus annus" (CA 1991,37) et du "Catéchisme de l'Église catholique" (1992,1929), une responsabilité fondée sur la crédibilité de l'engagement, sur le témoignage des œuvres et projetée dans un progrès qui marche dans le plein respect de l'identique dignité (Gaudium et spes 1965,49 ; Mulieris dignitatem 1988,6) ; "parce que Dieu n'est pas à l'image de l'homme - en lui . . il n'y a pas de place pour les différences entre les sexes " (CEC 1992, 370).
En cela, le Barnabite est un précurseur de son temps : Ce n'est qu'en 1987 - année de "Sollicitudo rei socialis" - que Jean-Paul II s'est adressé à "tous, hommes et femmes sans exception, pour que, convaincus de leur responsabilité individuelle respective", ils se mettent au travail avec l'exemple de la vie, en participant activement aux choix économiques et politiques, Il s'agit en fait d'un message charnière, et les femmes - pleinement réintégrées dans l'Église - seront confrontées, pour la première fois, à "l'obligation de s'engager dans le développement, car il s'agit non seulement d'un devoir moral, mais aussi et surtout d'un impératif pour chacun, d'un devoir de tous envers tous". "(SRS 1987,32 et 47).
En 1904, cependant, une note est envoyée par le Vatican aux évêques pour inciter les hauts prélats à faire taire les femmes dans les rassemblements chrétiens et à ne pas les investir de postes susceptibles d'entraîner de réelles responsabilités. Ce n'est que le 15 octobre 1967 que deux voix féminines, au cours d'une liturgie solennelle à Saint-Pierre - brisant des siècles de silence - ont été autorisées à s'approcher de l'autel pour dire les "prières des fidèles".
Semeria, pour sa part, dès décembre 1898, réclame une telle condition, en rappelant - à ceux qui, sous prétexte de défendre l'Église contre les femmes, défendent en réalité leurs propres privilèges - que personne, au nom de l'Église, ne peut avoir le droit de refuser aux femmes le droit de revendiquer leur dignité, peut-être en faisant étalage de leur autorité, car "le christianisme ne dit jamais assez, il dit toujours en avant, il combat les idéalismes, mais il prône les idéaux" (1967,9).
Pour lui, le "féminisme" est une affaire sérieuse : plus qu'un problème de rédemption, c'est en fait un problème de dignité ; et si la femme a le droit d'être entendue, d'être effectivement entendue" (1915,18), il ne manque pas une occasion de la stimuler à l'engagement civil et social, à l'étude (1934,91 ; S. Pagano 1994,128), à l'exercice de la charité.

### Charité et travail en faveur des orphelins
Il poursuit donc son engagement caritatif, intellectuel et social, mais lorsque, après avoir connu la misère de la ville de Rome, la souffrance des ouvriers, il vit la tragédie de la guerre, se retrouvant dans les tranchées, aux côtés de paysans envoyés au front comme de la chair à canon, La reconstruction et l'urgence de trouver l'argent pour donner du pain aux orphelins qui attendent une aide concrète dans les régions du sud lui font réaliser combien il avait raison lorsqu'il affirmait que, dans le besoin, fatigué des théories et des bavardages, on ressent, fortement, un seul besoin : celle de l'action pratique. (Formes pratiques de la solidarité ouvrière, 1902).
Un tournant dans cette prise de conscience fut, pour l'intellectuel Barnabite, sa rencontre avec le Père Giovanni Minozzi, qui eut lieu en pleine première guerre mondiale, lorsque le Barnabite fut envoyé à Udine le 13 juin 1915, et où il assistera avec douleur au destin de tant de jeunes hommes tombés pour la défense et l'amour de leur pays.
En travaillant sur l'ambitieux projet d'offrir une maison à ses orphelins, les orphelins de guerre, et avec elle, une éducation et une famille - celle des "Disciples" - à ceux qui en avaient été privés et qui étaient dans le besoin, il a eu l'occasion de se confronter à de nombreuses histoires de misère et de pauvreté, de nombreuses histoires d'ignorance et d'abandon total. Et le fruit de la communion d'intentions avec Giovanni Minozzi a fait germer, solidement, l'Opera Nazionale per il Mezzogiorno d'Italia (O.N.M.I) (1921). Un voyage en Amérique du 8 décembre 1919 au 10 juillet 1920, lui avait, en effet, permis de réunir environ 1,2 million de lires. Son engagement devient ainsi, grâce aussi à la collaboration de la nouvelle congrégation fondée par Minozzi, toujours plus décisif, toujours plus soutenu, parfois même fébrile, parce qu'il est convaincu que "la lumière existe, mais elle n'est pas lumière si elle n'est pas chaleur - et l'enseignement... se reconnaît aux fruits... aux fruits de la bonté - ex fructibus cognoscetis" (Saggi clandestini 1967).
Les conférences se poursuivent, les engagements sur son agenda se multiplient. Aux amis qui le rencontraient, à l'époque où il courait la péninsule à la recherche d'argent pour ses orphelins, il disait avec inquiétude : "Sachez que je ne suis plus le Père Semeria d'autrefois qui donnait des conférences pour les autres. Maintenant j'ai une famille, beaucoup de famille, une famille très nécessiteuse... aidez-moi" (Cicero pro domo mea 1921). Et, en visitant les instituts dispersés ici et là dans le Sud - en Campanie, en Basilicate, dans les Pouilles, en Sicile... - il a vu quels fruits le dévouement, l'affection des premiers confrères, des religieuses, ont réellement porté. L'idée que "lorsque nous sommes en présence ou que nous passons à côté d'une personne authentique qui a vraiment faim, il est ridicule et cruel de lui faire de beaux discours, de nobles exhortations, des promesses miraculeuses : le pain, le vrai pain, est la seule réponse à sa faim", a fini par le renforcer encore davantage.

### De la charité de la science à la science de la charité
Apôtre de la charité, il est passé - selon l'expression efficace de Cilento - "de la charité de la science à la science de la charité", sans rien renier de sa mission de jeunesse. Et si les témoignages inédits, mis au jour au cours de ces années, semblent montrer que Semeria - "entravé au-delà de toute espérance raisonnable dans l'apostolat culturel, et surtout dans celui, si cher à ses yeux, de la prédication" (Pagano 1989) - a été détourné vers l'engagement méridional "pour brûler son énergie spirituelle et intellectuelle débordante" - à travers une analyse attentive des écrits et de l'œuvre du Barnabite, on remarquera une existence cohérente et unitaire : la notion de charité n'a pas changé, elle a seulement été perfectionnée, intégrée, mise en perspective, essentielle et complémentaire.
Dans l'action, la pensée s'éclaire, avait-il écrit en effet, et non seulement elle éclaire la pensée, mais elle communique une efficacité, une autorité à la parole..... Il fallait donner à ces paroles, pour qu'elles soient efficaces, le sceau indéfectible d'une sincérité incontestable - car - la preuve classique de la sincérité de celui qui parle est ce qu'il fait".
(Quel cuore che ha tanto amato gli uomini (Ce coeur qui a tant aimé les hommes) 1967)
Il demande aux Disciples, aux amis et aux collaborateurs un amour particulier pour la charité, fait d'œuvres concrètes, un amour fondé sur un dévouement total, et puisque "l'Église manque de soldats, et non de terres à conquérir", il leur demande d'avoir toujours le bon enthousiasme et l'énergie suffisante pour répondre aux besoins des nécessiteux. En effet, il s'exclame en 1905 : "Les amis, nous avons de quoi diriger notre travail..... Travaillons, laboremus , travaillons à ce progrès moral des individus et de l'humanité qui ne peut être mûr dans l'éternité s'il n'a pas commencé ici dans le temps. "

### Décès
Lors d'un voyage à Sparanise di Caserta, pour aider "ses" orphelins, Jean Semeria meurt ; à son chevet se trouvent son ami Minozzi, ses orphelins, mais aussi des religieuses, des admirateurs et des amis proches. Sa tombe se trouve à Monterosso al Mare, dans sa Ligurie natale, dans un lieu qu'il aimait beaucoup.
En juin 1984, le père Semeria, connu de tous sous le nom de "Fra Galdino", est déclaré serviteur de Dieu, première étape vers la béatification.

## Le commentaire moderne
Luigi Sturzo parle de lui comme de la figure d'un " méridional exemplaire " (Scritti politici 1982), confirmant le jugement de Giustino Fortunato et de la " Civiltà Cattolica " elle-même qui, après les nombreuses expériences amères de la période romaine - se référant à l'action éducative et sociale menée par l'Opera Nazionale per il Mezzogiorno d'Italia dans les régions les plus abandonnées - écrit : " Voici une œuvre de véritable reconstruction " (Civiltà Cattolica 1921). Mais la confirmation que sa charité était le fruit d'un choix paulinien, cohérent et sincèrement chrétien, se voit dans l'engagement moral et chrétien assumé par l'Œuvre envers les jeunes générations. Une œuvre de charité qui, depuis le 23 janvier 1921, en plus d'un demi-siècle, s'est caractérisée par son service aux personnes dans le besoin, exprimant un témoignage vivant de ce que peut et doit être une pensée vraiment chrétienne et moderne. Une Œuvre qui, à ce jour, compte 28 instituts éducatifs, 42 écoles maternelles, 5 maisons de retraite, 2 centres de jeunes, une maison de résidence et de spiritualité, 2 écoles normales, 10 écoles primaires, 3 internats universitaires, 4 écoles de broderie et - fruit d'une spiritualité toujours proche des besoins du temps - une mission à Haquaquecetuba, dans les terres les plus pauvres de l'immense Brésil (Mesolella 2008).
Aujourd'hui, sur la base d'une réflexion plus sereine et d'une analyse plus attentive des documents, la critique historique confirme de plus en plus que, fidèle à sa vocation chrétienne, Semeria a fait preuve envers l'Église "d'une foi sincère, d'une spiritualité intense, d'une véritable loyauté" (Martina 1987, Zambarbieri 1975). En exprimant, au sein de la jeune pensée chrétienne, une réflexion orthodoxe, catholique et romaine, Semeria aurait, en effet, obtenu - selon de nombreux historiens (Vercesi 1923, Gentili 1982, Scoppola 1961) et de hauts représentants de la hiérarchie ecclésiastique (Paul VI 1968, Jean-Paul II 1980) - un témoignage généreux de fidélité ecclésiastique auquel la superficialité et l'ignorance (Erba, Siri 1966) ont opposé, parfois, une attitude hostile qui n'a pas manqué de se prolonger jusqu'à la calomnie, montrant à quels dégâts peut conduire un zèle sans vérité et sans charité, et à quelles aberrations ; un zèle qui trop souvent "ne parlait pas secundum scientiam, et encore moins selon la vérité, la justice et la charité".

## Source
- (it) Cet article est partiellement ou en totalité issu de l’article de Wikipédia en italien intitulé « Giovanni Semeria » (voir la liste des auteurs).

## Œuvres
- (it) La carità della scienza la scienza della carità, Cogliati, Milan 1900
- (it) L'arte e l'apologia cristiana nel Quo vadis di Enrico Sienkievicz: Conférence inaugurale de la troisième année de l'École supérieure de religion de Gênes, prononcée le 16 novembre 1899.9, Tipografia della Gioventù, Gênes 1900
- (it) Apologia Chrystyanizmu i sztuka w powieści Henryka Sienkiewicza: Quo vadis, Varsovie 1900
- (it) Il Cristianesimo di Severino Boezio rivendicato, Tip. Poliglotta della S.C. de Propaganda Fede, Rome 1900
- (it) Venticinque anni di Storia del Cristianesimo nascente, Pustet, Rome 1900
- (it) Die künstleriche und christlich-apologetische Bedeutung des Romans «Quo vadis», Einsiedeln 1901
- (it) Idealità buone. Per la Scienza. Per il Secolo. Per le donne. Per i giovani. Per gli operai. Per la Musica. Per i monti. Per la ginnastica. Per le feste, Tip. della Gioventù, Gênes 1901
- (it) Dogma, Gerarchia e Culto nella Chiesa primitiva, Pustet, Rome 1902
- (it) Il Cardinale Newman: lezione inaugurale dell’Anno Scolastico 1901-1902 per la Scuola Superiore di Religione in Genova, Pustet, Rome 1902
- (it) Scienza e Fede e il loro preteso conflitto. La critica della Scienza, Pustet, Rome 1903
- (it) Le vie della fede. Contributi apologetici, Libreria Pontificia Federico Pustet, Rome 1903
- (it) Gli Inni della Chiesa, Stabilimento Pontificio d'Arti Grafiche Sacre (A. Bertarelli e Compagni).Milan 1903
- (it) Il pensiero di San Paolo nella lettera ai Romani, Pustet, Rome 1903
- (it) Dante, l’uomo e il poeta nella cornice dei suoi tempi in Lectura Dantis Genovese. Canti I-XI dell’Inferno, Le Monnier, Firenze 1904, pagg. 1-42
- (it) Storia di un conflitto tra scienza e fede. La questione galileiana Federico Pustet, Rome 1905
- (it) Canto Ventesimoterzo in Lectura Dantis Genovese. I Canti XII-XXIII dell’Inferno, Successori Le Monnier, Florence 1906, pagg. 441-477
- (it) Dante, i suoi tempi e i nostri in Le opere minori di Dante Alighieri: letture fatte nella sala d Dante in Orsanmichele nel MCMV, G.C. Sansoni, Firenze 1906, pages 3-31
- (it) Pei sentieri fioriti dell'arte:spigolature, Pustet, Rome 1906
- (it) L'eredità del Secolo, Pustet, Rome 1900
- (it) Lettere Pellegrine, Vita e Pensiero, Milan 1919
- (it) Epilogo di una controversia, La Civiltà Cattolica, a. LXXI (1920), vol. IV, fasc. 1689
- (it) Memorie di guerra, Amatrix, Rome 1924
- (it) I miei ricordi oratori, Amatrix, Milano-Roma, 1927
- (it) Triduo e panigirico di S. Antonio Maria Zaccaria fondatore dei barnabiti e delle Angeliche, Barnabiti San Giuseppe Pontecorvo, Naples 1928
- (it) I miei tempi, Amatrix, Milan-Rome, 1929
- (it) I miei quattro Papi, 3 voll., Scuola Tip. dell'Orfanotrofio Maschile, Amatrice 1930-1933
- (it) Maria ideal de Santidad (a cura del P. I. M. Clerici Bta), Ediciones Paulinas, Santiago de Chile 1960  [traduction du volume “Maria ideale di virtù” (par le père P. De Candia Bta), Soc. Ed. Internazionale, Gênes 1934]
- (it) La Libertà (Collana “Scrittori Barnabiti”, II), Felice Le Monnier, Florence 1936
- (it) La Coscienza (Collana “Scrittori Barnabiti”, IV), Felice Le Monnier, Florence 1937
- (it) Le Epistole delle Domeniche, Opera Nazionale per il Mezzogiorno d'Italia, Rome-Milan, 1938
- (it) Saggi... Clandestini, 2 voll., Edizioni Domenicane, Alba, 1967
- (it) Anni terribili. Memorie inedite di un 'modernista' ortodosso (1903-1913), Edizioni San Paolo, Cinisello Balsamo 2008